# Futbol'nyj Klub Borysfen
Il Futbol'nyj Klub Borysfen è stata una società di calcio ucraina con sede nella città di Boryspil'.
Fondata nel 1997, viene presto promossa nella Druha Liha, terza divisione nazionale.
Debutta nella massima serie nel Campionato 2003-2004, piazzandosi al sesto posto a pari merito con l'Obolon' Kiev. Si classifica invece in sedicesima ed ultima posizione nel 2004-2005, retrocedendo.
Dopo la pausa invernale del campionato 2006-2007, la società va in bancarotta.

## Palmarès

### Competizioni nazionali
- Druha Liha: 1

1999-2000

### Altri piazzamenti
- Perša Liha:

Secondo posto: 2002-2003
- Druha Liha:

Secondo posto: 1998-1999